# Frontière entre le Maine et le Nouveau-Brunswick
La frontière entre le Maine et le Nouveau-Brunswick est une section de la frontière entre le Canada et les États-Unis séparant la province canadienne du Nouveau-Brunswick et l'État américain du Maine.